# Riccardo Lione
Riccardo Lione (* 13. April 1972 in Rom) ist ein ehemaliger italienischer Beachvolleyballspieler.

## Karriere
Nachdem er zuvor bereits zwei Turniere absolviert hatte, spielte Lione 1996 erst mit Gianni Mascagna und anschließend mit Davide Sanguanins. Ende des Jahres erreichte er beim Weltserien-Turnier in Durban mit seinem neuen Partner Andrea Ghiurghi erstmals die Top Ten. Es folgten zwei fünfte Plätze bei den Alanya Open 1997 und den Lignano Open 1998. Im folgenden Jahr blieb Lione mit Matteo de Cecco erfolglos. 2001 trat er mit Eugenio Amore an und erreichte die erste Hauptrunde der Weltmeisterschaft 2001, in der die Italiener im Tiebreak an den Schweizer Laciga-Brüdern scheiterten.
2004 und 2005 wurde Lione jeweils italienischer Meister und kehrte an der Seite von Matteo Varnier zurück zu den internationalen Turnieren. Bei der Europameisterschaft 2005 verlor das neue Duo in der dritten Runde gegen die Schweizer Egger/Laciga und schied anschließend im Tiebreak gegen die Spanier Garcia Thompson/Luna aus. Im gleichen Jahr wurden Lione/Varnier Fünfter in Athen und Vierter in Acapulco. 2006 schafften sie weitere Top-Ten-Ergebnisse. Bei der EM in Den Haag verabschiedeten sie sich allerdings nach zwei Niederlagen gegen die Tschechen Biza/Kubala schon früh. 2007 schieden sie in der Vorrunde der WM in Gstaad aus und mussten sich bei der EM in Valencia den Deutschen Klemperer/Koreng und den Österreichern Gosch/Horst geschlagen geben.
Nachdem Lione 2008 mit Varnier unter anderem noch einen fünften Rang in Stare Jabłonki erreicht hatte, trat er mit Amore zum olympischen Turnier in Peking an. Dort konnten die Italiener in den Gruppenspielen keinen Satz gewinnen. Anschließend spielte Lione noch zwei Open-Turniere in Mallorca und 2009 in Rom, bevor er seine internationale Karriere beendete.